# Power Rangers en el espacio
Power Rangers en el Espacio (Power Rangers in Space) es el título de la sexta temporada de la franquicia Power Rangers, producida por Saban Entertainment, Renaissance Atlantic Entertainment y MMPR Productions en colaboración con Toei Company, y emitida en Fox Kids del 6 de febrero al 21 de noviembre de 1998, constando de 43 episodios. Con esta temporada se concluyó el argumento iniciado en Mighty Morphin Power Rangers, y aunque en la siguiente temporada aún hubo algunas referencias a hechos y personajes de esta temporada, desde la siguiente temporada cada edición se inicia una nueva historia con nueva ambientación, nuevos protagonistas y nuevos villanos. Parte de sus escenas están extraídas de la temporada de Super Sentai Series titulada Denji Sentai Megaranger.

## Argumento
La historia comienza exactamente en el mismo punto en que concluyó Power Rangers Turbo. Los Rangers adultos, al saber que el planeta de Zordon, Eltar, estaba bajo ataque, decidieron marchar al espacio en un cohete de la NASADA (parodia a la NASA; agencia espacial de la vida real), dejando a Justin atrás con su padre. Acaban llegando a una nave espacial que les atrae, y donde conocen a un Red Ranger llamado Andros, un alienígena del planeta KO-35, que al principio no se fía de ellos. Sin embargo, sabe que necesitará ayuda para rescatar a Zordon, que ha sido secuestrado por una alianza del mal liderada por Dark Specter y que reúne a todos los villanos que han atacado la Tierra en los últimos años: Rita Repulsa y Lord Zedd, el Imperio de las Máquinas y Divatox, y a ellos se les une una nueva villana, Astronema, que será la que lidere la misión por ahora. Para que se unan a él en su lucha, una vez que comprueba que los Rangers están de su lado, Andros les entrega unos dispositivos, los Astro Morphers, con los que se transforman en los Space Rangers y se enfrentarán a Astronema mientras comienzan la búsqueda de Zordon por todo el universo, al tiempo que compaginan esta misión con sus vidas cotidianas en Angel Grove, con Andros uniéndose a ellos fingiendo ser humano.

## Elenco y personajes

### Principales
- Tracy Lynn Cruz como Ashley Hammond/Yellow Space Ranger.
- Patricia Ja Lee como Cassie Chan/Pink Space Ranger.
- Christopher Khayman Lee como Andros/Red Space Ranger.
- Justin Nimmo como Zhane/Silver Space Ranger.
- Roger Velasco como Carlos Vallerte/Black Space Ranger.
- Selwyn Ward como Theodore Jay "T.J." Johnson/Blue Space Ranger.
- Melody Perkins como Astronema/Karone.
- Paul Schrier como Farkas "Bulk" Bulkmeier.
- Jason Narvy como Eugene "Skull" Skullovitch.

### Secundarios
- Wendee Lee como la voz de Alpha 6. Donene Kistler interpretó al personaje en traje.
- Julie Maddalena como la voz de D.E.C.A.
- Robert L. Manahan como la voz de Zordon.
- Jack Banning como el Profesor Fenomenal.
- Aloma Wright como Adele.
- T.J. Rotolo y Christopher Cho como la voz de Dark Specter. Rotolo fue la primera voz de Dark Specter.
- Lex Lang como la voz de Ecliptor.
- Derek Stephen Prince como la voz de Elgar.
- Steve Kramer como la voz de Darkonda.
- Patrick David como Psycho Red.
- Michael Maize como Psycho Black.
- Wally Wingert como Psycho Blue.
- Kamera Walton como Psycho Yellow.
- Vicki Davis como Psycho Pink.

### Invitados
- Johnny Yong Bosch como Adam Park.
- Blake Foster como Justin Stewart.
- Brad Hawkins como la voz de Trey de Triforia/Zeo Gold Ranger.
- David Walsh como la voz del Centurión Azul.
- Ali Afshar como la voz del Phantom Ranger.
- Edwin Neal y Robert Axelrod como Lord Zedd.
- Carla Perez y Barbara Goodson como Rita Repulsa.
- Kerrigan Mahan como la voz de Goldar.
- Robert Axelrod como la voz de Finster.
- David Stenstrom como la voz del Rey Mondo.
- Alex Borstein como la voz de la Reina Machina.
- Barbara Goodson como la voz del príncipe Sprocket y Orbus.
- Oliver Page como la voz de Klang.
- Hilary Shepard Turner como Divatox.
- Lex Lang como la voz de Rygog.
- Scott Page-Pagter como la voz de Porto.

### Space Rangers
- Andros/Red Space Ranger: Es un alienígena del planeta KO-35. Está en la misión de averiguar las intenciones de la alianza del mal y después de buscar y rescatar a Zordon. También está buscando a su hermana desaparecida Karone, de quien se separó siendo muy niño. No tarda en desarrollar sentimientos afectivos hacia Ashley, aunque procura no mostrarlos en público. Como Red Space Ranger su arma es el Spiral Saber y sus zords son el Astro Megazord, Delta Megazord y Mega V1 con forma de astronauta. En su forma civil cuando está en la Astromegaship usa una polera roja mas chaqueta y pantalones grises con botas negras. Cuando está en la tierra usa distintos tipos de rojo.
- Carlos Vallerte/Black Space Ranger: Es el anterior Green Turbo Ranger. Cuándo en una ocasión hirió a Cassie en batalla, estuvo a punto de dejar el equipo por perder la confianza en sí mismo. Como Black Space Ranger su arma es la Lunar Lance y su zord es el Mega V2 con forma de lanzadera. En su forma civil cuando está en la Astro Megaship usa una polera negra con chaqueta y pantalones grises mas botas negras. Cuando está en la tierra usa distintos tipos de negro y en los dos primeros episodios aún usaba una camisa verde, pantalones jean azules y tennis negros con blanco.
- T.J Jarvis Johnson/Blue Space Ranger: Es el anterior Red Turbo Ranger. Lideró a sus compañeros terrícolas en la misión al espacio, hasta que conoció a Andros. Como Blue Space Ranger su arma es el Astro Axe y su zord es el Mega V3 con forma de misil. En su forma civil cuando está en la Astro Megaship usa una polera azul con chaqueta y pantalones grises más botas negras. Cuando está en la tierra usa distintos tipos de azul y en los dos primeros aún usaba una camiseta nike gris melange con franjas rojas y blancas, pantalones negros y tennis oscuros.
- Ashley Hammond/Yellow Space Ranger: Es la anterior Yellow Turbo Ranger. Al principio se sorprende de que Andros siendo alienígena, sea humano, pero de pronto se acostumbra a él. De hecho, poco a poco desarrolla sentimientos afectivos hacia Andros. Como Yellow Space Ranger su arma es el Star Slinger y su zord es el Mega V4 con forma de ovni. En su forma civil cuando está en la Astro Megaship usa una polera amarilla con chaqueta y pantalones grises más botas negras. Cuando está en la tierra usa distintos tipos de amarillo y en los primeros dos episodios aún usaba una camisa amarilla abierta con musculosa negra, pantalones negros con cinturón y botas oscuras. Es una de las dos rangers que conserva su respectivo color la otra es Cassie.
- Cassie Chan/Pink Space Ranger: Es la anterior Pink Turbo Ranger. Tiene un gran sentido de la justicia y nunca atacará inocentes, aunque eso signifique defender a un monstruo que quiere abandonar contra sus propios compañeros. Como Pink Space Ranger su arma es el Satellite Stunner y su zord es el Mega V5 con forma de tanque. En su forma civil cuando está en la Astro Megaship usa una polera rosa, con chaqueta y pantalones grises más botas negras. Cuando está en la tierra usa distintos tipos de rosado y en los primeros dos episodios uso una blusa rosada, pantalones jeans celestes y botines negros. Es una de las dos rangers que conserva su respectivo color la otra es Ashley.
- Zhane/Silver Space Ranger: Es un viejo amigo de Andros. Duerme en estado criogénico en una cámara del Astro Megaship desde que hace dos años salvó a Andros en una batalla y quedó gravemente herido. Al ser despertado por accidente, se unió al equipo en la lucha. Como Silver Space Ranger su arma es el Super Silverizer con forma tanto de blaster como de espada y su zord es el Mega Volador. En su forma civil cuando está en la Astro Megaship usa una polera gris melange con chaqueta, pantalones y botas negras. Cuando está en la tierra usa distintos tipos de gris melange.

### Aliados
- Alpha 6: Tras el ataque de Divatox que destruyó la Power Cámara, Alpha 6 quedó dañado y su chip de voz fue destruido. Andros logró repararle, pero al hacerlo le colocó una nueva voz, muy similar en tono y afección a la del antiguo Alpha 5. Siempre asistente de los Rangers, suele permanecer en el Astro Megaship ayudándoles.
- D.E.C.A. : Es la inteligencia artificial que gobierna la computadora del Astro Megaship y todos sus sistemas de ataque, defensa y vigilancia.
- Bulk y Skull: Tras marcharse Jerome Stone vendiendo el centro juvenil, Bulk y Skull se interesaron por la investigación alienígena tras ver un OVNI en el espacio, y para ello se unieron al profesor Phenomenus como sus asistentes.
- Profesor Phenomenus: Es un científico tan brillante como excéntrico que busca vida alienígena en la Tierra, y que toma a Bulk y Skull como sus ayudantes en busca de ovnis.
- Adele: Es la dueña del Surf Sport, el local que ha sustituido al Centro Juvenil, y donde se reúnen ahora los Space Rangers en su vida en la Tierra.

### Arsenal
- Astro Morpher: Son los dispositivos de transformación de los Space Rangers. Consisten en unas muñequeras con un teclado incorporado para realizar la transformación, que efectúan tras pronunciar la frase "Let's Rocket".[Notas 1]

- Astro Blaster: Es el arma básica de los Space Rangers, tiene un modo de pistola y un modo de cuchilla, y se puede separar en dos piezas independientes.

- Spiral Saber: Es el arma personal del Red Ranger, un taladro.
- Lunar Lance: Es el arma personal del Black Ranger, una lanza.
- Astro Axe: Es el arma personal del Blue Ranger, un hacha.
- Star Slinger: Es el arma personal de la Yellow Ranger, un tirachinas que dispara rayos láser.
- Satellite Stunner: Es el arma personal de la Pink Ranger, una antena parabólica que lanza ondas de choque.

- Quadroblaster: Es la unión de la Lunar Lance, la Astro Axe, el Star Slinger y el Satellite Stunner en un cañón que lanza una potente bola de fuego contra el enemigo.

- Spiral Saber en modo de batalla: Es la unión del Spiral Saber con un Astro Blaster para mayor potencia.

- Battlizer: Es un dispositivo que permite al Red Ranger acceder a una armadura especial con mayores poderes, entre otras funciones.

- Digimorpher: Es el dispositivo de transformación del Silver Ranger, similar a los Astro Morphers pero más avanzado. Le permite también comunicarse con los otros Rangers.

- Super Silverizer: Es el arma personal del Silver Ranger, con un modo pistola y un modo espada.

### Vehículos
- Galaxy Gliders: Son unas naves de transporte rápido individual por el espacio, a modo de tablas de surf espaciales.
- Silver Cycle: Es la motocicleta robótica del Silver Ranger, que puede transformarse también en Galaxy Glider cuando es necesario volar.
- Megatank: Un tanque de gran blindaje para viajar por tierra con protección cuando es necesaria.
- Galactic Rover: Un buggy del Silver Ranger para transporte personal y uso en batalla.

### Zords
- Mega Shuttle: Es el cohete de la NASADA en el que los antiguos Turbo Rangers viajaron al espacio.

- Astro Megaship: Es la nave de Andros, y el cuartel general de los Space Rangers, con la que viajan por el espacio en busca de Zordon.
- Astro Megazord: Es el primer Megazord de los Space Rangers, fruto de la transformación del Astro Megaship.

- Delta Megaship: Es una nave de envergadura similar al Astro Megaship que entregó a Andros el Phantom Ranger.
- Delta Megazord: Es el segundo Megazord de los Space Rangers, fruto de la transformación del Delta Megaship.

- Astro Delta Megazord: Es la unión del Astro Megazord y el Delta Megazord.

- Mega Winger: Es el Zord del Silver Ranger, un jet que puede transformarse en robot.

- Mega Voyager: Es el tercer Megazord, fruto de la unión de los cinco Zords llamados Mega V, que consiguió Andros en una apuesta en un casino, y que pertenecían a Zordon.
  - Mega V1 Robo Voyager: Es el Mega V del Red Ranger, un robot humanoide. Forma la cintura y muslos del Mega Voyager, así como parte de la cabeza.
  - Mega V2 Shuttle Voyager: Es el Mega V del Black Ranger, una nave espacial tipo jet. Forma la cabeza y el escudo del Mega Voyager.
  - Mega V3 Rocket Voyager: Es el Mega V del Blue Ranger, un cohete. Forma el arma del Mega Voyager, así como su abdomen y pantorrillas.
  - Mega V4 Saucer Voyager: Es el Mega V de la Yellow Ranger, una nave espacial tipo OVNI. Forma los brazos, el tronco y parte de la cabeza del Mega Voyager.
  - Mega V5 Tank Voyager: Es el Mega V de la Pink Ranger, un tanque. Forma los pies del Mega Voyager.

- Winged Mega Voyager: Es la unión del Mega Voyager y el Mega Winger, otorgándole capacidad de vuelo.

### La Alianza Unida del Mal
Es una unión de villanos de todos los planetas liderada por Dark Specter para la conquista conjunta de todo el universo. Aglutina a los villanos más importantes del pasado como Rita Repulsa, Lord Zedd, el Imperio de las Máquinas y Divatox, aunque las fuerzas que se enfrentan directamente a los Space Rangers pertenecen a otra rama inédita. A continuación se detallan los miembros regulares en la serie del plantel de villanos.
- Dark Specter: Es una entidad monstruosa y quien lidera la Alianza del Mal por su gran poder. Guarda un gran parecido con Maligore, el monstruo con el que quería casarse Divatox (véase Turbo: A Power Rangers Movie).

- Astronema: Es quien lidera los ataques contra los Space Rangers, una mujer despiadada y sin escrúpulos relacionada con un secreto de su pasado, oculto hasta para ella misma, que la cambiará por completo al descubrirlo.
- Ecliptor: Es el guardaespaldas personal de Astronema, dispuesto a morir y matar por ella, y que la seguirá a donde quiera que vaya.
- Darkonda: Un traicionero guerrero que solo busca su propio beneficio personal y al que no le importa ir en contra de los Space Rangers o de la Alianza del Mal si eso sirve a sus propios planes de poder.
- Elgar: El sobrino de Divatox y antiguo sirviente de esta, fue asignado al servicio de Astronema por Dark Specter.

- Psycho Rangers: Son un equipo de Rangers robóticos y diabólicos creados para destruir a los Space Rangers. Cada uno tiene un color y está obsesionado con matar al Space Ranger de su mismo color, llegando incluso a pelearse entre ellos si sus planes se interponen entre sí.

- Quantrons: Son los soldados de campo de Astronema, unos robots armados con grandes espadas.

## Episodios
| Temporada | Temporada | Episodios | Episodios | Emisión original     | Emisión original   |
| Temporada | Temporada | Episodios | Episodios | Primera emisión      | Última emisión     |
| --------- | --------- | --------- | --------- | -------------------- | ------------------ |
|           | 6         | 43        | 43        | 6 de febrero de 1998 | 2 de enero de 1999 |

## Doblaje de España
- Raúl Dans como Andros.
- Juan Ignacio Borrego Vázquez como T.J Johnson.
- Luis Etchevers como Carlos Vallerte
- Luz Tellería como Ashley Hammond.
- Cristina Aldrey como Cassie Chan.
- José Antonio Sardá como Zhane.

## Doblaje de Hispanoamérica
- Gabriel Gama como Andros.
- Mayra Arellano como Ashley Hammond.
- Rocío Prado como Cassie Chan.
- Carlos Hugo Hidalgo como Carlos Vallerte.
- Benjamín Rivera como T.J Johnson
- Irwin Daayán como Zhane.